# Christian Fenouillat
Christian Fenouillat (geboren vor 1974 in Périgueux) ist ein französischer Bühnenbildner, der fast ausschließlich mit dem Regie-Duo Moshe Leiser und Patrice Caurier, dem Kostümbildner Agostino Cavalca und dem Lichtdesigner Christophe Forey zusammenarbeitet.

## Leben und Werk
Fenouillat studierte Architektur in Grenoble und arbeitet seit 1974 als Bühnenbildner und Set Designer für Film, Theater und Musiktheater. Seit vielen Jahren zählt er – gemeinsam mit Cavalca und Foren – zum Kernteam des belgisch-französischen Regie-Duos Leiser/Caurier, die er während derer Karriere durch kleiner und größere Opernhäusern Frankreichs, der französischen Schweiz und Großbritanniens begleitete. Der internationale Durchbruch des fünfköpfigen Kreativteams erfolgte einerseits 2000 mit der ersten Premiere am Royal Opera House Covent Garden in London (Rossinis La Cenerentola), anderseits 2008 mit der Verpflichtung an die Oper Zürich durch Alexander Pereira, wo fünf Modellinszenierungen entstanden: Halévys Clari, die Uraufführung von Dalbavies Gesualdo, sowie die drei Rossini-Opern Le comte Ory, Mosè in Egitto und Otello.
Seit 2012 sind die beiden Regisseure, die beiden Ausstatter und der Lichtdesigner häufig in Österreich tätig – wiederum auf Einladung von Pereira bei den Salzburger Pfingst- und Sommerfestspielen, weiters bei den Bregenzer Festspielen, im Theater an der Wien und an der Wiener Staatsoper. In Salzburg erarbeiteten sie gemeinsam mit der Intendantin und Sängerin Cecilia Bartoli 2012 Händels Giulio Cesare in Egitto, 2013 Bellinis Norma und zu Pfingsten 2015 folgt Glucks Iphigénie en Tauride.
Fenouillat hat auch eine Reihe von Theaterstücken ausgestattet – darunter Texte von Edward Bond, Marie N'Diaye, Federico García Lorca, Luigi Pirandello, August Strindberg und John Millington Synge, durchwegs in Frankreich. Fürs Kino hat er mit den Regisseuren Marguerite Duras, Jean-Luc Godard und Bruno Victor-Pujebet zusammengearbeitet. Er beteiligt sich auch in Kunstausstellungen, unter anderem in einer Duo-Ausstellung mit Juliette Binoche.